# Marcus Davenport
Marcus Davenport (San Antonio, 4 settembre 1996) è un giocatore di football americano statunitense che milita nel ruolo di defensive end per i Detroit Lions della National Football League (NFL).

## Primi anni
Davenport frequentò la John Paul Stevens High School a San Antonio, Texas. Poco considerato dagli osservatori al termine della scuole superiori, scelse di giocare nel college football alla Università del Texas a San Antonio preferendola alla Università del Nevada, Las Vegas.

## Carriera universitaria
Al college Davenport giocò a football con gli UTSA Roadrunners dal 2014 al 2017. Nell'ultima stagione fu premiato come difensore dell'anno della Conference USA dopo avere messo a segno 8,5 sack. La sua carriera universitaria si chiuse con 185 tackle e come leader della storia dell'istituto con 22,0 sack.

## Carriera professionistica

### New Orleans Saints
Il 26 aprile 2018 Davenport fu scelto come 14º assoluto nel Draft NFL 2018 dai New Orleans Saints che operarono uno scambio con i Green Bay Packers per salire in posizione utile per selezionarlo. Debuttò come professionista subentrando nella gara del primo turno contro i Tampa Bay Buccaneers mettendo a segno un placcaggio. Nella vittoria sui Minnesota Vikings dell'ottavo turno fece registrare per la prima volta due sack nella stessa gara. La sua prima stagione si concluse con 22 placcaggi e 4,5 sack in 13 presenze, venendo inserito nella formazione ideale dei rookie dalla Pro Football Writers Association.
Nell'ultima partita della stagione 2022 Davenport fu espulso per avere fatto a pugni con D'Onta Foreman dei Carolina Panthers.

### Minnesota Vikings
Il 13 marzo 2023 Davenport firmò con i Minnesota Vikings un contratto di un anno del valore di 13 milioni di dollari.

### Detroit Lions
Il 13 marzo 2024 Davenport firmò un contratto di un anno con i Detroit Lions del valore massimo di 10,5 milioni di dollari.

## Palmarès
- PFWA All-Rookie Team - 2018